# Lijst van voetbalstadions in Italië
Dit is een lijst van voetbalstadions in Italië, gerangschikt in volgorde van capaciteit.
| Nr. | Foto | Stadion                        | Capaciteit | Plaats                   | Bespeler                        | Opening |
| --- | ---- | ------------------------------ | ---------- | ------------------------ | ------------------------------- | ------- |
| 1   |      | Stadio Giuseppe Meazza         | 80.074     | Milaan                   | AC Milan en Internazionale      | 1927    |
| 2   |      | Stadio Olimpico                | 72.700     | Rome                     | AS Roma en Lazio                | 1952    |
| 3   |      | Stadio Diego Armando Maradona  | 60.240     | Napels                   | Napoli                          | 1959    |
| 4   |      | Stadio San Nicola              | 58.248     | Bari                     | Bari                            | 1990    |
| 5   |      | Stadio Artemio Franchi         | 47.282     | Florence                 | Fiorentina                      | 1931    |
| 6   |      | Stadio Flaminio                | 42.000     | Rome                     | Atletico Roma                   | 1957    |
| 7   |      | Stadio Friuli                  | 41.652     | Udine                    | Udinese                         | 1976    |
| 8   |      | Juventus Stadium               | 41.254     | Turijn                   | Juventus                        | 2011    |
| 9   |      | Stadio San Filippo             | 40.200     | Messina                  | Messina                         | 2004    |
| 10  |      | Stadio Renato Dall'Ara         | 39.444     | Bologna                  | Bologna                         | 1927    |
| 11  |      | Stadio Marc'Antonio Bentegodi  | 39.211     | Verona                   | Chievo Verona en Hellas Verona  | 1963    |
| 12  |      | Stadio Renzo Barbera           | 37.619     | Palermo                  | Palermo                         | 1932    |
| 13  |      | Stadio Arechi                  | 37.245     | Salerno                  | Salernitana                     | 1990    |
| 14  |      | Stadio Luigi Ferraris          | 36.536     | Genua                    | Genoa en Sampdoria              | 1911    |
| 15  |      | Stadio Via del Mare            | 36.285     | Lecce                    | Lecce                           | 1966    |
| 16  |      | Stadio Nereo Rocco             | 32.454     | Triëst                   | Triestina                       | 1992    |
| 17  |      | Stadio Euganeo                 | 32.336     | Padua                    | Padova                          | 1994    |
| 18  |      | Stadio Renato Curi             | 28.000     | Perugia                  | Perugia                         | 1975    |
| 19  |      | Stadio Olimpico di Torino      | 27.994     | Turijn                   | Torino                          | 1933    |
| 20  |      | Stadio Ennio Tardini           | 27.906     | Parma                    | Parma                           | 1923    |
| 21  |      | Stadio Oreste Granillo         | 27.763     | Reggio Calabria          | Reggina                         | 1932    |
| 22  |      | Stadio Erasmo Iacovone         | 27.584     | Tarente                  | Taranto                         | 1965    |
| 23  |      | Stadio Mario Rigamonti         | 27.547     | Brescia                  | Brescia                         | 1928    |
| 24  |      | Stadio Partenio                | 26.308     | Avellino                 | Avellino                        | 1973    |
| 25  |      | Stadio Pino Zaccheria          | 25.000     | Foggia                   | Foggia                          | 1925    |
| 26  |      | Stadio Atleti Azzurri d'Italia | 24.642     | Bergamo                  | Atalanta Bergamo en AlbinoLeffe | 1928    |
| 27  |      | Stadio San Vito                | 24.479     | Cosenza                  | Cosenza                         | 1963    |
| 28  |      | Stadio del Conero              | 23.976     | Ancona                   | Ancona                          | 1992    |
| 29  |      | Stadio Dino Manuzzi            | 23.860     | Cesena                   | Cesena                          | 1957    |
| 30  |      | Stadio Adriatico               | 23.800     | Pescara                  | Pescara                         | 1955    |
| 31  |      | Stadio Sant'Elia               | 23.486     | Cagliari                 | Cagliari                        | 1970    |
| 32  |      | Stadio Angelo Massimino        | 23.420     | Catania                  | Catania                         | 1937    |
| 33  |      | Stadio Riviera delle Palme     | 22.000     | San Benedetto del Tronto | Sambenedettese                  | 1985    |
| 34  |      | Stadio Leonardo Garilli        | 21.608     | Piacenza                 | Piacenza                        | 1969    |
| 35  |      | Stadio Libero Liberati         | 21.000     | Terni                    | Ternana                         | 1969    |
| 36  |      | Stadio Giovanni Zini           | 20.641     | Cremona                  | US Cremonese                    | 1919    |
| 37  |      | Stadio Alberto Braglia         | 20.507     | Modena                   | Modena                          | 1936    |
| 38  |      | Stadio Giglio                  | 20.084     | Reggio Emilia            | Reggiana en Sassuolo            | 1995    |
| 39  |      | Stadio Cino e Lillo Del Duca   | 20.000     | Ascoli Piceno            | Ascoli                          | 1962    |
| 40  |      | Stadio Carlo Castellani        | 19.847     | Empoli                   | Empoli                          | 1923    |
| 41  |      | Stadio Armando Picchi          | 19.238     | Livorno                  | Livorno                         | 1933    |
| 42  |      | Stadio Brianteo                | 18.568     | Monza                    | Monza                           | 1988    |
| 43  |      | Stadio Paolo Mazza             | 17.955     | Ferrara                  | SPAL                            | 1928    |
| 44  |      | Stadio Silvio Piola            | 17.875     | Novara                   | Novara                          | 1976    |
| 45  |      | Arena Garibaldi                | 17.000     | Pisa                     | Pisa                            | 1919    |
| 46  |      | Stadio Is Arenas               | 16.500     | Quartu Sant'Elena        | Cagliari                        | 2012    |
| 47  |      | Stadio Artemio Franchi         | 15.725     | Siena                    | Siena                           | 1923    |
| 48  |      | Stadio Danilo Martelli         | 14.844     | Mantua                   | Mantova                         | 1961    |
| 49  |      | Stadio Nicola Ceravolo         | 13.619     | Catanzaro                | Catanzaro                       | 1919    |
| 50  |      | Stadio Giuseppe Sinigaglia     | 13.602     | Como                     | Como                            | 1927    |
| 51  |      | Stadio Marcello Melani         | 13.195     | Pistoia                  | Pistoiese                       | 1966    |
| 52  |      | Stadio Città di Arezzo         | 13.128     | Arezzo                   | Arezzo                          | 1961    |
| 53  |      | Stadio Romeo Menti             | 12.500     | Vicenza                  | Vicenza                         | 1934    |
| 54  |      | Stadio Bruno Benelli           | 12.020     | Ravenna                  | Ravenna                         | 1966    |
| 55  |      | Stadio Simonetta Lamberti      | 12.000     | Cava de' Tirreni         | Cavese                          | 1960    |
| 56  |      | Stadio Vanni Sanna             | 12.000     | Sassari                  | Sassari                         | 1922    |
| 57  |      | Stadio Pierluigi Penzo         | 10.500     | Venetië                  | Venezia                         | 1913    |
| 58  |      | Stadio Romeo Menti             | 10.400     | Castellammare di Stabia  | Juve Stabia                     | 1984    |
| 59  |      | Stadio Alberto Picco           | 10.336     | La Spezia                | Spezia                          | 1919    |
| 60  |      | Arena Civica                   | 10.074     | Milaan                   | Internazionale (1930–1958)      | 1807    |
| 61  |      | Stadio Omobono Tenni           | 10.000     | Treviso                  | Treviso                         | 1933    |
| 62  |      | Stadio Tommaso Fattori         | 10.000     | L'Aquila                 | L'Aquila                        | 1933    |